# Grito de Lares

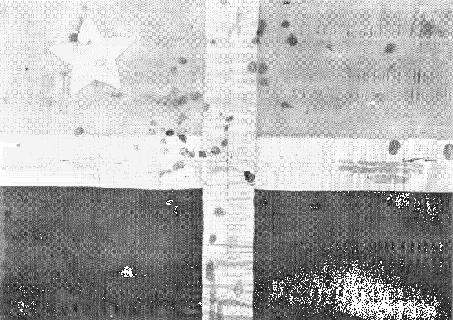
Originale Flagge der Revolution

Revolutionsflagge von 1868

Der Grito de Lares (deutsch Schrei von Lares) war eine Revolte gegen die spanische Herrschaft in Puerto Rico, die sich am 23. September 1868 in Lares ereignete.

## Vorgeschichte
Mitte des 19. Jahrhunderts wurden in Puerto Rico viele Befürworter der Unabhängigkeit und andere Menschen, die liberale Reformen forderten, verhaftet und ins Exil verbannt. Puerto Rico litt zu dieser Zeit unter einer schweren wirtschaftlichen Krise, da das merkantilistische Spanien die Tarife und Steuern auf die meisten Import- und Exportgüter erhöhte. Die Spanier benötigten diese Gelder, um ihre Truppen zu finanzieren, die um die Rückeroberung der Dominikanischen Republik kämpften. Aus Frust über den Mangel an politischer und ökonomischer Freiheit und Ärger über die andauernde Unterdrückung auf der Insel plante die Unabhängigkeitsbewegung eine bewaffnete Rebellion.

## Der Aufstand

### Planungsphase
Der Grito de Lares fand am 23. September 1868 statt, wurde aber schon seit langem von einer Gruppe um Dr. Ramón Emeterio Betances und Segundo Ruiz Belvis geplant, die am 6. Januar 1868 aus ihrem Exil in der Dominikanischen Republik das revolutionäre Komitee Comité Revolucionario de Puerto Rico gründeten. Betances verfasste einige Kommentare (proclamas), in denen er die Ausbeutung der Puerto-Ricaner durch das spanische Kolonialsystem anklagte und nach einem sofortigen Aufstand rief. Diese Äußerungen breiteten sich bald über die gesamte Insel aus, woraufhin sich lokale Dissidentengruppen organisierten. Im gleichen Jahr schrieb die Dichterin Lola Rodríguez de Tió – inspiriert von Betances' Bestreben nach der Unabhängigkeit Puerto Ricos – den patriotischen Text zur vorhandenen Melodie von La Borinqueña. Mathias Brugman, Mariana Bracetti und Manuel Rojas richteten geheime Zellen des revolutionären Komitees ein, in denen sie Mitglieder aus allen Gesellschaftsschichten – Landbesitzer, Kaufleute, Geschäftsleute, Bauern und Sklaven – zusammenbrachten. Die meisten von ihnen waren auf der Insel geboren (criollos). Die kritische Wirtschaftslage diente zusammen mit der zunehmenden Unterdrückung durch die Spanier als Katalysator für die Rebellion. Als Bollwerk der Bewegung dienten die Städte in den Bergen im Westen der Insel.
Laut dem ursprünglichen Plan sollte der Aufstand am 29. September in Camuy beginnen, aber da die spanischen Autoritäten den Plan entdeckten, mussten die Rebellen den Zeitpunkt vorverlegen. In der Nacht des 19. Septembers hörte der spanische Kapitän Juan Castañón in Quebradillas zwei Rebellen über den Plan sprechen: Am 29. September sollte die Truppe in Camuy neutralisiert werden, indem man die Brotvorräte vergiftete. Da der 29. September für die meisten Arbeiter ein Feiertag war, sollten in Camuy und anderen Orten gleichzeitige Aufstände stattfinden. Verstärkung sollte es durch das Schiff El Telégrafo und mehr als 3000 Söldner geben. Castañón warnte seinen Kommandanten in Arecibo und die Anführer der Zelle Lanzador del Norte in Camuy wurden festgenommen.

### Ausrufung der Republik Puerto Rico
Nachdem der erste Plan gescheitert war, einigte man sich darauf, am 24. September in Lares zuzuschlagen. Etwa 400 bis 600 Rebellen (der spanische Journalist José Perez Morís spricht von fast 1000) versammelten sich an diesem Tag in der Hazienda von Manuel Rojas in der Nähe von Pezuela am Stadtrand von Lares. Die schlecht trainierten und bewaffneten Rebellen erreichten die Stadt zu Pferd und zu Fuß gegen Mitternacht. Sie überfielen die örtlichen Läden und Büros, die im Besitz der geborenen Spanier (peninsulares) waren, und eroberten das Rathaus. Die Rebellen nahmen die spanischen Händler und lokalen Regierungsvertreter, die sie als Feinde des Vaterlands betrachteten, gefangen. Dann drangen sie in die Kirche ein. Dort befestigten sie die von Bracetti gewebte Revolutionsflagge auf dem Hochaltar, als Zeichen für den Beginn der Revolution. Um zwei Uhr nachts wurde die Republik Puerto Rico unter der Präsidentschaft von Francisco Ramirez Medina ausgerufen. Alle Sklaven, die sich der Bewegung angeschlossen hatten, wurden zu freien Bürgern erklärt.

### Konfrontation in San Sebastiàn
Die Rebellen machten sich anschließend auf den Weg zur Eroberung der nächsten Stadt, San Sebastián del Pepino. Das spanische Militär überraschte die Gruppe jedoch mit starkem Widerstand, was bei den bewaffneten Rebellen große Unruhe auslöste. Unter der Führung von Manuel Rojas zogen sie sich nach Lares zurück. Auf Befehl von Gouverneur Julián Pavía umzingelten die Spanier die Rebellen und beendeten den Aufstand schnell.

### Verurteilung und Amnestie

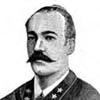
Gen. Juan Rius Rivera

Rund 475 Rebellen wurden verhaftet, darunter Manuel Rojas und Juan Rius Rivera, der später Chefkommandant der kubanischen Befreiungsarmee wurde.
Am 17. November verurteilte ein Militärgericht alle Gefangenen wegen Verrat und Volksverhetzung zum Tode. Um die bereits angespannte Atmosphäre auf der Insel zu beschwichtigen, diktierte der kommende Gouverneur José Laureano Sanz jedoch 1869 eine generale Amnestie, woraufhin alle Gefangenen freigelassen wurden.

## Nachwirkungen
Obwohl die Revolte selbst scheiterte, hatte sie positive Folgen, da die Spanier der Insel größere politische Autonomie gewährten.
Der spanische Journalist José Pérez Morís schrieb ein umfangreiches Buch über den Grito de Lares und seine Teilnehmer, das trotz seiner negativen Vorurteile aus historischer Perspektive die genauste Darstellung der Ereignisse ist. Von einem ideologischen Standpunkt werden Pérez’ Veröffentlichungen weiterhin von Gegner der Unabhängigkeit benutzt, um die in ihren Augen übertriebene Glorifizierung einer kleinen Revolte zu denunzieren. Jüngere Studien zeigen jedoch, dass der Grito mehr Sympathisanten – und eine umfangreichere Logistik – hatte, als die Dauer der Ereignisse vermuten ließ. In den Jahren nach dem Grito gab es kleine Proteste und Scharmützel zwischen Unabhängigkeitsvertretern und den spanischen Autoritäten in Las Marías, Adjuntas, Utuado, Vieques, Bayamón, Ciales und Toa Baja (Palo Seco). Historiker sehen auch in der Länge von Pérez’ Kommentaren im Vergleich zu den eigentlichen Berichten in seinem Buch als Hinweis. Wäre die Revolte wirklich so unbedeutend, wie er behauptet, würde es keine solch umfassende, negative Behandlung benötigen.

## Grito de Laresals Feiertag
Den Grito als Feiertag zu zelebrieren, war von den spanischen und amerikanischen Autoritäten in Puerto Rico zu verschiedenen Zeiten geächtet. Das spanische Verbot war bis 1899 in Kraft, als deren koloniale Herrschaft in Puerto Rico formell endete. Folglich geriet der Grito abgesehen von kleinen Jahresfeiern der Einwohner von Lares weitestgehend in Vergessenheit. Jedoch setzten sich Befürworter der Unabhängigkeit wie José de Diego und Luis Lloréns Torres für einen Feiertag ein. Diego beantragte beispielsweise bei der puerto-ricanischen Legislative die Gründung der University of Puerto Rico in Mayagüez am 23. September 1911, damit dieses Ereignis am Jahrestag des Grito stattfand.
Ende der 1920er Jahre veranstalteten Mitglieder der nationalistischen Partei Puerto Ricos aus historischem Anlass und zur Spendensammlung kleine Gedenkfeiern in Lares. Als Pedro Albizu Campos den Vorsitz der Partei übernahm, ersetzt er die frivolen Aktivitäten (wie den jährlichen Tanz) durch Rituale, die das Ereignisse würdevoller feierten. Er kommentierte dies folgendermaßen: „Lares ist Heiliges Land und als solches muss man es besuchen, indem man niederkniet.“ („Lares es Tierra Santa, y como tal, debe entrarse a ella de rodillas.“)
Eine zentrale Rolle bei den Ritualen spielte ein Tamarindenbaum von Simón Bolívars Grundstück in Venezuela, den die chilenische Schriftstellerin Gabriela Mistral der Familie Albizu schenkte. Der Baum wurde auf der Plaza de la Revolución mit Erde aus den achtzehn anderen spanischsprachigen Ländern Lateinamerikas gepflanzt. Albizu wollte der Plaza ein lebendiges Symbol der Solidarität mit dem Kampf für Freiheit und Unabhängigkeit geben, den Bolívar initiiert hatte (der bei einem Besuch in Vieques versprach, der puerto-ricanischen Unabhängigkeitsbewegung zu helfen, aber wegen der eigenen Machtkämpfe nie Gelegenheit dazu fand). Die bittersüßen Früchte des Baumes symbolisierten außerdem die Mühen, die zur Erreichung der Unabhängigkeit nötig waren. Diesbezüglich gibt es Parallelen zwischen der Tamarindo de Don Pedro und der Eiche von Guernica (Gernikako Arbola) im Baskenland.
1969 erklärte Gouverneur Luis A. Ferré, ein Befürworter des Bundesstaates und politischer Posierer, den 23. September zum nationalen Feiertag. Lares wurde vom Institut für puerto-ricanische Kultur zu einer Historic Site erklärt und gilt als Geburtsort des puerto-ricanischen Nationalismus.

Anführer des Grito de Lares
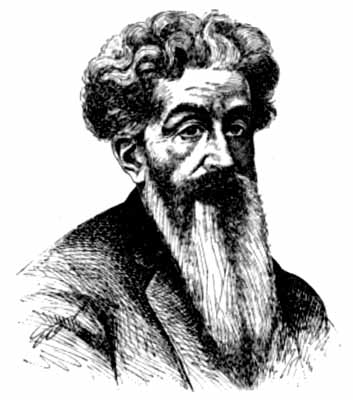
Ramon Emeterio Betances
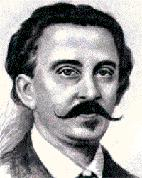
Segundo Ruiz Belvis
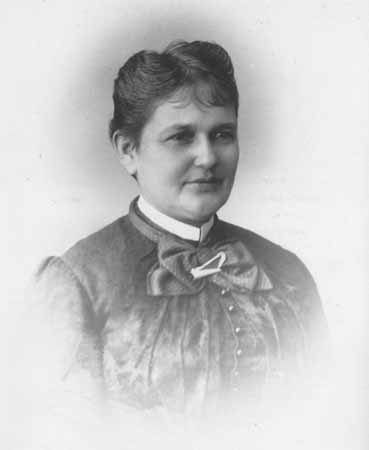
Lola Rodríguez de Tió
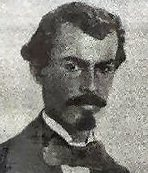
Francisco Ramirez Medina